# اروین کون
اروین کون (انگلیسی: Erwin Kohn؛ ۱۹۱۱ – ۱۹۹۴) یک بازیکن تنیس روی میز اهل اتریش بود. 
وی در مسابقات کشوری و بین‌المللی در مجموع برنده ۱ مدال طلا، ۱ مدال نقره، ۶ مدال برنز شده‌است.